# Sheboygan Falls
Sheboygan Falls è un comune degli Stati Uniti d'America, situato nello Stato del Wisconsin, nella Contea di Sheboygan.